# Taylorismus

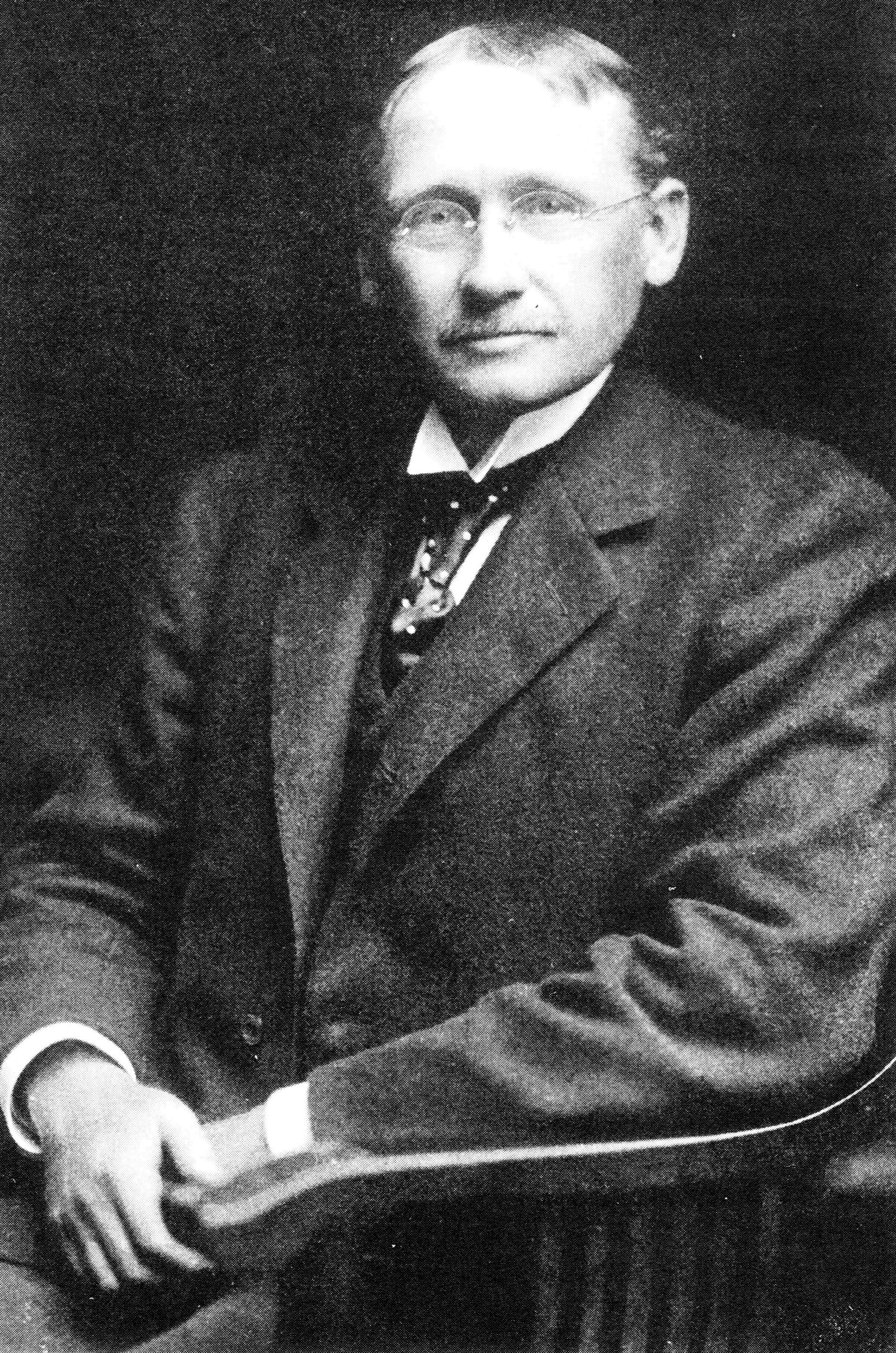
Frederick Taylor

Taylorismus je soustava vědecké organizace práce, jejímž autorem je Frederick Winslow Taylor. Podstatu teorie tvoří rozložení pracovních postupů na jednotlivé operace a úkony, jejich zkoumání a racionalizování pomocí časových a pohybových studií a jejich spojení se zvyšováním pracovních výkonů stimulačními prémiemi.
Jde o klasické období managementu a sociologie řízení na přelomu 19. a 20. století.
Taylorismus dále rozvíjeli zejména Frank Bunker Gilbreth, Henry Gantt a Harrington Emerson. V meziválečném Československu se tímto systémem seriózně zabývala zejména Masarykova akademie práce.

## Řízení lidských zdrojů dle Taylora
- Úloha kázně – v čele jsou řídící pracovníci kvalifikovaní k řízení a současně dělníci disciplinovaně plní příkazy.
- Umisťování pracovníků dle jejich schopností na co nejužitečnější pozici.
- Motivace prostřednictvím denních úkolů a s tím související zavedení úkolové mzdy.
- Vysoká míra specializace pracovních výkonů, což vede k menší době na zaučení, rychlé zdokonalování.
- Nová profese – průmyslový inženýr, který rozhoduje o členění práce a umisťování zaměstnanců místo mistrů.
- Nezahrnuje místo pro tvořivost a vlastní iniciativu – lidé mají fungovat jako mechanická součást výrobního stroje.